# Barros de Alencar
Cristóvão Barros de Alencar (Uiraúna, 5 de agosto de 1932 — São Paulo, 5 de junho de 2017) foi um cantor, compositor, radialista e apresentador de televisão brasileiro.

## Biografia
Nascido no interior da Paraíba, começou em sua carreira como radialista, quando trabalhou em Campina Grande, na Rádio Borborema.
Na busca de novos horizontes, viajou pelas capitais brasileiras, dentre elas Recife, Fortaleza, Belo Horizonte e São Paulo.
Em 1960, na capital paulista, conseguiu um lugar ao sol, pois passou a fazer parte das rádios Cultura, Tupi, Record e América, tocando principalmente os sucessos da Jovem Guarda.
Em 1966, lançou seu primeiro compacto simples pela gravadora Chantecler (C-33-6209) com as músicas Agora sim, versão de Adesso sì, de Sergio Endrigo e Não vá embora, versão de Tu me plais et je t'aime, de autoria J. L. Chauby e Bob Du Pac.
Em 1968, lançou o compacto simples com a música Não me peça um beijo, de autoria de Antonio e Mario Marcos.
Em 1971, lançou um compacto simples com as músicas Não posso mais viver sem ti e Ana Cristina, ambas de sua autoria.
Em 1972, fez sucesso com a balada Meu amor (Monia), de D. Finado, Jager e Vidalin, com versão de Sebastião Ferreira da Silva, incluída no LP "Os grandes sucessos da RCA Candem", que contou com a presença de nomes como Martinho da Vila, Nelson Gonçalves, Carmen Silva. No mesmo ano, outra gravação sua Não me peça um beijo (Porque vou chorar) foi incluída no LP "Os grandes sucessos volume 2" da mesma gravadora.
Em 1973, lançou LP pela RCA Victor, interpretando composições românticas como a clássica balada Quem é, de Osmar Navarro e Oldemar Magalhães. No mesmo ano, participou do LP "Os grandes sucessos - VOL. 3", da RCA Camden, interpretando a música Volte querida (Honey come back), de J. Webb e versão de Sebastião Ferreira da Silva.
Em 1974, participou de duas coletâneas, "Os grandes sucessos - VOL. 4", da RCA Camden, com a música Meu amor é mais jovem do que eu, e do LP Canções para dizer te amo, da RCA Victor, interpretando a balada Namorados, música que também foi incluída no LP "Parada nacional de sucesso" da Som Livre.
Em 1975, gravou em LP várias músicas, dentre elas Emanuela (Emmanuelle), de P. Bachelet e H. Roy, trilha de um famoso filme da época, com versão sua. Nesse ano, participou de quatro coletâneas de sucessos, Natal com Cristo - Ano novo com amor, da RCA Camden, Canções para dizer te amo - Vol. 2, Prometemos não chorar e Fantásticos da RCA.
Em 1976, participou da série "Fantásticos - VOL. 5", da RCA Victor e do LP "Saudade jovem nacional VOL. 2", da RCA Camden, com a música Olhos tristes.
Em 1977, no LP "Globo de ouro - VOL. 3", da Som Livre, foi incluída sua interpretação para a guarânia Quero beijar-te as mãos.
Em 1978, gravou vários sucessos pela RCA Victor.
Em 1979, lançou o LP Sentimental, no qual interpretou, entre outras, as músicas Amanhã o que será (Adios), de Juan Pardo. Nesse ano, no LP As campeãs da volta do sucesso, da gravadora Seta, incluiu a sua interpretação de Prometemos não chorar, de sua autoria.
Em 1980, apresentou na Rádio Tupi o programa Só Sucessos. Também apresentou na TV Record o Programa Barros de Alencar de 1982 a 1986, no qual ficou famoso com o bordão: "Alô, mulheres, segurem-se nas cadeiras. Alô marmanjos, não façam besteiras!" e ganhou audiência com o concurso Michael Jackson onde elegeu a garota Lúcia Santos, a "Maika Jeka" como carinhosamente a chamava,  melhor imitadora do cantor.
Ainda nos anos 1980, sua interpretação para A primeira carta foi incluída na coletânea "Astros do disco", da RCA Victor.
Apresentou nas madrugadas da CNT do Rio de Janeiro, o programa "CD na TV".
Grande nome do rádio brasileiro, residia na cidade de São Paulo.
Quando apresentava seu programa na Super Rádio, Barros afastou-se dos microfones após passar por uma delicada cirurgia na garganta.
Faleceu em 5 de junho de 2017, após ser internado com problemas cardíacos.

## Discografia
- Não me peça um beijo (1968) compacto simples
- Não posso mais viver sem ti/Ana Cristina (1971) RCA Victor Compacto Simples
- Barros de Alencar (1973) RCA Victor LP
- Barros de Alencar (1975) RCA Victor LP
- Barros de Alencar (1978) RCA Victor LP
- Sentimental (1979) RCA Victor LP